# ديكي لازوم
ديكي لازوم هي لاعبة كرة قدم بوتانية محترفة تلعب كمهاجمة لفريق بوتان الوطني للسيدات. هي الهداف الأعلى إجمالاً في منتخب بوتان الأول برصيد 3 أهداف.

## المسيرة الكروية
بدأت لازوم لعب كرة القدم عندما كانت في الثامنة من عمرها. لقد لاحظها مدرب المنطقة أثناء لعبها لنادي مدرستها. ودُعيت إلى كأس ميلو 2017 قبل الدخول إلى أكاديمية السيدات في جيليفو.
بعد تألقها في المباريات الودية الدولية ضد المملكة العربية السعودية، عُرض عليها عَقد مع نادي الاتحاد في الدوري السعودي للسيدات الممتاز. وبانضمامها إلى النادي، أصبحت أول لاعبة بوتانية في التأريخ تلعب في الخارج. وأفاد اتحاد بوتان لكرة القدم أن العقد كان في البداية لمدة عام واحد بقيمة 3000 دولار أميركي أو حوالي 100 مليون روبية. 240,000 شهريا.

## المسيرة الدولية
شاركت لازوم لأول مرة على المستوى الدولي في بطولة اتحاد جنوب آسيا لكرة القدم للسيدات تحت 15 سنة 2017. واستمرت في الظهور في كل بطولات الشباب التابعة لاتحاد جنوب أفريقيا لكرة القدم حتى عام 2022. سجلت هدفًا ضد نيبال في نسخة 2019 مِن البطولة. ساعد الهدف نيبال في تأمين نقطتها الوحيدة في المسابقة، لكِنها فشلت في النهاية في التقدم إلى أدوار خروج المغلوب.
في ديسمبر/كانون الأول 2019، كانت لازوم جُزءًا مِن المنتخب الوطني تحت 15 عامًا الذي شارك في مباراتين وديتين خارج أرضه أمام نيبال. سجلت لازوم الهدف الوحيد لبلادها في المباراة الافتتاحية التي انتهت بهزيمة المنتخب بنتيجة 1–6.
خاضت لازوم مباراتها الدولية الأولى في 6 سبتمبر/أيلول 2022 ضد نيبال في بطولة جنوب آسيا للسيدات 2022. وسجلت أول هدفين دوليين لها ضد سريلانكا في 10 سبتمبر/أيلول 2022 في نفس المسابقة. انتهت المباراة بفوز الفريقين بنتيجة 5-0. وقد حطمت النتيجة العديد من الأرقام القياسية للفريق، بما في ذلك أكبر فارق انتصار, أول فوز، انتصار بأكثر من هدف، والفوز النظيف في البطولة.
في سبتمبر/أيلول 2022، سجلت هدفًا وأثارت الإعجاب في مجموعة من المباريات الودية الدولية خارج أرضها أمام المملكة العربية السعودية.

## إحصائيات المهنة

### دولي
آخر تحديث match played 28 September 2022
.
| سنين    | التطبيقات | هدف |
| ------- | --------- | --- |
| 2022    | 5         | 3   |
| المجموع | 5         | 3   |

### الأهداف الدولية

#### كبير
قائمة الأهداف والنتائج لمنتخب بوتان أولاً.
| لا.                      | التاريخ        | المكان                                                           | الخصم    | النتيجة | النتيجة | المنافسة                           |
| ------------------------ | -------------- | ---------------------------------------------------------------- | -------- | ------- | ------- | ---------------------------------- |
| 1.                       | 9 سبتمبر 2022  | داساراث رانجاسالا، كاتماندو، نيبال                               | سريلانكا | 2–0     | 5–0     | بطولة الاتحاد السعودي للسيدات 2022 |
| 2.                       | 9 سبتمبر 2022  | داساراث رانجاسالا، كاتماندو، نيبال                               | سريلانكا | 3–0     | 5–0     | بطولة الاتحاد السعودي للسيدات 2022 |
| 3.                       | 28 سبتمبر 2022 | استاد الأمير سلطان بن عبد العزيز، أبها، المملكة العربية السعودية | السعودية | 4–1     | 4–2     | ودية                               |
| 4.                       | 27 يوليو 2024  | تشانغليميثانغ، تيمفو، بوتان                                      | بنغلاديش | 1–0     | 2–5     | ودية                               |
| 5.                       | 27 يوليو 2024  | تشانغليميثانغ، تيمفو، بوتان                                      | بنغلاديش | 2–0     | 2–5     | ودية                               |
| 6.                       | 21 أكتوبر 2024 | داساراث رانغاسالا ، كاتماندو ، نيبال                             | سريلانكا | 1–0     | 4–1     | بطولة الاتحاد السعودي للسيدات 2024 |
| 7.                       | 21 أكتوبر 2024 | داساراث رانغاسالا ، كاتماندو ، نيبال                             | سريلانكا | 3–1     | 4–1     | بطولة الاتحاد السعودي للسيدات 2024 |
| 8.                       | 24 أكتوبر 2024 | داساراث رانغاسالا ، كاتماندو ، نيبال                             | المالديف | 3–0     | 13–0    | بطولة الاتحاد السعودي للسيدات 2024 |
| 9.                       | 24 أكتوبر 2024 | داساراث رانغاسالا ، كاتماندو ، نيبال                             | المالديف | 5–0     | 13–0    | بطولة الاتحاد السعودي للسيدات 2024 |
| 10.                      | 24 أكتوبر 2024 | داساراث رانغاسالا ، كاتماندو ، نيبال                             | المالديف | 7–0     | 13–0    | بطولة الاتحاد السعودي للسيدات 2024 |
| 11.                      | 24 أكتوبر 2024 | داساراث رانغاسالا ، كاتماندو ، نيبال                             | المالديف | 9–0     | 13–0    | بطولة الاتحاد السعودي للسيدات 2024 |
| 12.                      | 24 أكتوبر 2024 | داساراث رانغاسالا ، كاتماندو ، نيبال                             | المالديف | 12–0    | 13–0    | بطولة الاتحاد السعودي للسيدات 2024 |
| 13.                      | 29 أكتوبر 2024 | داساراث رانغاسالا ، كاتماندو ، نيبال                             | بنغلاديش | 1–5     | 1–7     | بطولة الاتحاد السعودي للسيدات 2024 |
| آخر تحديث 21 أكتوبر 2024 |                |                                                                  |          |         |         |                                    |

#### شباب
قائمة الأهداف والنتائج لمنتخب بوتان أولاً.
| لا.                    | تاريخ          | مكان                               | الخصم   | نتيجة | نتيجة | مسابقة                                             |
| ---------------------- | -------------- | ---------------------------------- | ------- | ----- | ----- | -------------------------------------------------- |
| 1.                     | 13 أكتوبر 2019 | ملعب تشانجليميثانج ، تيمفو ، بوتان | نيبال   | 1-1   | 1-1   | بطولة جنوب آسيا لكرة القدم للسيدات تحت 15 سنة 2019 |
| 2.                     | 23 ديسمبر 2019 | مجمع أنفا ، لاليتبور ، نيبال       | نيبال   | 1-2   | 1-6   | ودي                                                |
| 3.                     | 8 مارس 2023    | ستاد البتراء ، عمان ، الأردن       | لبنان   | 2-5   | 2-6   | تصفيات كأس آسيا للسيدات تحت 20 سنة 2024            |
| 4.                     | 12 مارس 2023   | ستاد البتراء ، عمان ، الأردن       | منغوليا | 1-0   | 4-0   | تصفيات كأس آسيا للسيدات تحت 20 سنة 2024            |
| 5.                     | 12 مارس 2023   | ستاد البتراء ، عمان ، الأردن       | منغوليا | 2-0   |       | تصفيات كأس آسيا للسيدات تحت 20 سنة 2024            |
| 6.                     | 12 مارس 2023   | ستاد البتراء ، عمان ، الأردن       | منغوليا | 3-0   |       | تصفيات كأس آسيا للسيدات تحت 20 سنة 2024            |
| 7.                     | 12 مارس 2023   | ستاد البتراء ، عمان ، الأردن       | منغوليا | 4-0   |       | تصفيات كأس آسيا للسيدات تحت 20 سنة 2024            |
| آخر تحديث 23 مارس 2023 |                |                                    |         |       |       |                                                    |

## روابط خارجية
- ديكي لازوم على الأرشيف الرياضي العالمي